# Rhizoctonia dichotoma
Rhizoctonia dichotoma är en svampart som beskrevs av H.K. Saksena & Vaartaja 1960. Rhizoctonia dichotoma ingår i släktet Rhizoctonia och familjen Ceratobasidiaceae.   Inga underarter finns listade i Catalogue of Life.